# 로스 턴불
로스 턴불(Ross Turnbull, 1985년 1월 4일~)는 잉글랜드의 전 축구 선수이다. 포지션은 골키퍼였다. 2002년부터 2009년까지 미들스브러 FC에서 뛰었으며 2009년 첼시 FC로 이적하였다. 2009년부터 첼시에서 뛰었으나 주전 골키퍼인 페트르 체흐에게 밀려 많이 뛰지 못하였다. 그 동안 첼시에서 뛴 리그 경기는 7경기이다.